# Bomaanslag in Afula op 6 april 1994
Op 6 april 1994 pleegde een Palestijnse zelfmoordaanslagpleger een aanslag in de Israëlische stad Afula. Om 12.15 uur lokale tijd bracht het 19-jarige Hamas-lid Ra'id Zaqarna een autobom tot ontploffing naast een bus, waar net daarvoor een groep scholieren was ingestapt. Zaqarna en acht anderen kwamen om het leven; 34 mensen raakten gewond.
De aanslag was de eerste Palestijnse zelfmoordaanslag op Israëlisch grondgebied. Hamas verklaarde dat het om een vergeldingsactie ging voor het bloedbad in Hebron op 25 februari 1994, waarbij de Israëlisch-Amerikaanse Baruch Goldstein 29 Palestijnse moskeegangers doodde in de Ibrahim-moskee.

## Verwijzingen
1. ↑  (en) Katz, Samuel M. (2002). The hunt for the engineer: how Israeli agents tracked the Hamas master bomber. Lyons Press, Guilford, Conn, p. 106. ISBN 978-1-58574-749-8.
2. 1 2  (en) Milton-Edwards, Beverley, Farrell, Stephen (2010). Hamas: the Islamic Resistance Movement. Polity, Cambridge, UK, p. 78. ISBN 978-0-7456-4295-6.
3. ↑  Stork, Joe; Human Rights Watch (2002). Erased in a moment: suicide bombing attacks against Israeli civilians (Illustrated ed.). Human Rights Watch. p. 66. ISBN 1-56432-280-7, 9781564322807.